# Вруток
Вруток (на македонска литературна норма: Вруток) е село в Северна Македония в община Гостивар.

## География
Селото е разположено на 5 километра югозападно от град Гостивар в областта Горни Полог в подножието на Ничпурската планина. При Вруток са изворите на най-голямата македонска река – Вардар. В селото се намира най-голямата водноелектическа централа в Северна Македония – ВЕЦ „Вруток“, част от хидросистемата „Маврово“. Поклонническите и историческите забелижителности включват средновековния манастир „Свети Мина“ и църквата „Свети Архангел Михаил“.

## История
Първото споменаване на Вруток е в хрисовула на сръбския крал Стефан Урош II Милутин от 1300 година, даден на Виргинския манастир „Свети Георги“ в Скопие
В началото на XIX век Вруток е чисто българско село в Гостиварска нахия на Тетовска кааза на Османската империя. Според данните на поручик Скалон от руското консулство в Битоля в 1867 – 1868 година във Вруток има 30 чисто български къщи. Постепенно в селото започват да се заселват и албанци и 1900 година според статистиката на Васил Кънчов („Македония. Етнография и статистика“) Вруток има 460 жители българи християни, 300 арнаути мохамедани и 24 цигани. Андрей Стоянов, учителствал в Тетово от 1886 до 1894 година, пише за селото:
| „ | С. Врутокъ. — има една църква св. Арх. Михаилъ и единъ священникъ, 1 джамия и 1 теке. Не далечь отъ селото има развалини отъ стара църква, която се е казвала св. Мина. Въ по-старо време при Врутокъ имало и монастиръ, на името на сегашната църква. | “ |

В селото съществува българско училище.През учебната 1899/1900 година българското училище се посещава от общо 30 ученици с 1 учител.
Според патриаршеския митрополит Фирмилиан в 1902 година в селото има 35 сръбски патриаршистки къщи. В 1905 година всички християнски жители на Вруток са привърженици на Българската екзархия.
Според секретаря на екзархията Димитър Мишев („La Macédoine et sa Population Chrétienne“) през 1905 година в селото има 480 българи екзархисти и функционира българско училище.
В телеграма изпратена до председателя на Парламента по спорните черкви и училища в Македония и Одринско в 1909 година пише:
| „ | Село Върток, населено изключително с българи, притежава българско училище. Във време на новото преброяване 15 къщи се обявиха за сърбомани, и, макар досега всички религиозни обреди на населението да се извършваха от български свещеници и се служеше изключително на български, преди два месеци, правителството разреши, да се открие и сръбско училище, като постанови същевременно черкуването да става под ред. Тъй като в селото ни няма никакви сърби, помолихме правителството да отмени горните си решения, обаче молбата ни не се уважи. Просим надлежното Ви разпореждане за закриването на сръбското училище и отменение постановлението за съвместното черкуване. От името на българското население в с. Върток (Вруток) Свещ. Аркадий . | “ |

Според секретен доклад на българското консулство в Скопие 24 от 69 християнски къщи в селото през 1906 година под натиска на сръбската пропаганда в Македония признават Цариградската патриаршия.
По време на Балканската война в 1912 година 14 души от селото се включват като доброволци в Македоно-одринското опълчение.
В 1913 година селото попада в Сърбия. За кратко е освободено от българската войска по време на Първата световна война, за да бъде върнато в Кралството на сърби хървати и словенци по Ньойския договор.
Според Афанасий Селишчев в 1929 година Вруток е център на община с четири села в Горноположкия срез и има 162 къщи с 938 жители българи и албанци.
Според преброяването от 2002 година селото има 1127 жители.
| Националност | Всичко |
| македонци    | 276    |
| албанци      | 846    |
| турци        | 0      |
| роми         | 0      |
| власи        | 0      |
| сърби        | 3      |
| бошняци      | 0      |
| други        | 2      |

До 2004 година селото е център на самостоятелна община.

## Личности
Родени във Вруток
- Аркадий Поптомов (1873-1944), български екзархийски свещеник
- Богоя (Благоя) Аврамов Янев, македоно-одрински опълченец, хлебар; III отделение; 1-а рота на 2-а Скопска дружина; 1.X.1912 г. убит[11]
- Георги Синадинов Спасенов, македоно-одрински опълченец, 36-годишен; бозаджия; IV отделение; 1-а рота на 2-а Скопска дружина; 20.IX.1912 г. – неизвестно; ранен 20 – 21.VI.1913 г. при Пониква[12]
- Груне Яков Сталев, македоно-одрински опълченец, 35-годишен; бозаджия; 1-а рота на 2-а Скопска дружина; 18.IX.1912 г. – неизвестно[13]
- Младен Сърбиновски (р. 1958), българин, писател от Северна Македония
- Йован Трифуноски (1914 – 1997), сръбски учен
- Йовчо Търпев Янев, македоно-одрински опълченец, 32-годишен; бозаджия; II отделение; 1-а рота на 2-а Скопска дружина; неизвестно – 26.I.1913 г. убит[14]
- Лефко Теофилов Спасенов, македоно-одрински опълченец, 39-годишен; бозаджия; 1-а рота на 2-а Скопска дружина; 1.X.1912 г. – неизвестно[15]
- Марко Серафимов Стефанов, македоно-одрински опълченец, 1-а рота на 2-а Скопска дружина; 18.09.1912 г. – неизвестно[16]
- Саве Сотиров Петров, македоно-одрински опълченец, 18-годишен; бозаджия; II отделение; 1-а рота на 2-а Скопска дружина; 20.IX.1912 г. – неизвестно[17]
- Саве Трайчев Арсенов, македоно-одрински опълченец, 46-годишен, 1 рота на 2 скопска дружина, носител на орден „За храброст“ IV степен[18]
- Соломон Томов Ангелов, македоно-одрински опълченец, 1-а рота на 2-а Скопска дружина; 1.X.1912 г. – неизвестно[19]
- Серги Божков Георгиев, македоно-одрински опълченец, 1-а рота на 2-а Скопска дружина; 18.XI.1912 г. – неизвестно[20]
- Стоян Георгиев Давидков, македоно-одрински опълченец, 1-а рота на 2-а Скопска дружина; 20.IX.1912 г. – неизвестно, кръст „За храброст" IV степен[21]
- Тодор Арсов Петров, македоно-одрински опълченец, 26-годишен; бозаджия; I клас; 1-а рота на 2-а Скопска дружина; 20.09.1912 г. – 26.01.1913 г.; убит при Шаркьой.[22]
- Търпе Исаков Дрецков, македоно-одрински опълченец, 25-годишен; бозаджия; IV отделение; 1-а рота на 2-а Скопска дружина; 20.IX.1912 г. – неизвестно[23]
- Филип Трифонов Лулковски (Лулков) – Примов (1871 – 1960), деец на ВМОРО, четник на Никола Андреев,[24][25]  македоно-одрински опълченец, 1-ва рота на 2-ра скопска дружина; 20.IX.1912 г.[26] Баща на Йован Трифуноски.
- Яков Змейкович (1840 – 1913), български учител